# Viktor Stoupal
Viktor Stoupal (17. července 1888 Městečko Trnávka – 12. listopadu 1944 Brno) byl český a československý politik a meziválečný poslanec Národního shromáždění za agrárníky. Jako jeden z nejvlivnějších politiků agrární strany uplatňoval svůj vliv při řízení cukrovarnického koncernu, který postupně vybudoval z Akciové společnosti pro průmysl cukrovarnický. Pro jeho bohatství i politický vliv se mu v Československu přezdívalo „moravský markrabí”.

## Biografie
Viktor Stoupal se narodil 17. července 1888 v Městečku Trnávka na Malé Hané. Po studiích na gymnáziu v Prostějově nastoupil studium práva na univerzitě v Praze. Už jako student se začal zajímat o hospodářské otázky a účastnil se i zasedání správní rady jedné z brněnských mlékáren. Za 1. světové války narukoval a v roce 1917 byl vyreklamován. V průběhu roku 1918 vedl českou kancelář agrárního poslance Františka Staňka ve Vídni, což významně ovlivnilo jeho další orientaci v rámci republikánské (agrární) strany.
V letech 1918-1919 zasedal v Revolučním národním shromáždění za Republikánská strana československého venkova (agrárníky). Na poslanecký post rezignoval na 91. schůzi v listopadu 1919 a nahradil ho Antonín Vahala. V parlamentních volbách v roce 1920 získal poslanecké křeslo v Národním shromáždění, ale ještě téhož roku rezignoval a mandát po něm jako náhradník získal Rudolf Malík. Podle údajů k roku 1920 byl profesí tajemníkem ZNV v Brně. Reprezentoval silnou moravskou skupinu agrárních politiků (dále například Kuneš Sonntag). Základnou jeho vlivu byl zejména moravský cukrovarnický průmysl.
Na jaře roku 1922 se Stoupal začal zajímat o čerstvě nostrifikovanou Akciovou společnost pro průmysl cukrovarnický se sídlem v Hodoníně, která se nakonec se Syndikátem řepařů-akcionářů Akciové společnosti pro průmysl cukrovarnický (ASPC) v Hodoníně dohodla, že za pronájem statků na Hodonínsku převezme Syndikát za pomoci Agrární banky polovinu z nově vydaných akcií společnosti. V lednu 1923 byl Viktor Stoupal za agrární stranu kooptován do správní rady ASPC, kde zastával post místopředsedy až do roku 1933, kdy předseda správní rady Ferdinand Bloch-Bauer předsednictví vzdal a vedení správní rady Akciové společnosti pro průmysl cukrovarnický se ujal Viktor Stoupal.
Syndikát řepařů-akcionářů skupoval akcie a rozprodával je svým členům, někdy si část ponechával jako společný majetek všech členů. Stoupal nakonec z ASPC vybudoval cukrovarnický koncern, který ovládal největší počet hospodářských podniků a zdrojů na Moravě. Stoupalův koncern podporoval velkou politickou moc agrární strany i v dalších hospodářských odvětvích, právě za tímto účelem založil Syndikát (se svou většinovou účastí) ústřední hospodářské družstvo malozemědělců a později také Kolonizační družstvo.
Výrazně ovlivňoval agrární politiku v oblasti zahraničněpolitické a národnostní. Podporoval mocenský vzestup Rudolfa Berana i odstranění Františka Udržala z postu předsedy vlády. Počátkem listopadu 1934 se pokoušel poprvé vyjednávat spolupráci s Konradem Henleinem.
Až do roku 1942 zastával Viktor Stoupal ve „svém koncernu” post předsedy. Po vstupu Němců do akciové společnosti byla správní rada rozšířena na 18 členů, přičemž česká skupina obdržela devět členů v čele s Viktorem Stoupalem a německá skupina také devět členů s rozhodujícím slovem SS Obersturmbahnführera dr. G. Eilerse, SS Hauptsturmführer A. Schmidta, vládního rady Josefa Markese a dr. Gerharda Waldowa. Po atentátu na Heydricha byl Stoupal zatčen a hrozil mu trest smrti. Nakonec byl omilostněn, ale zemřel ještě před koncem války v důsledku podlomeného zdraví.